# Konsultacja społeczna
Konsultacja społeczna — instytucja demokracji bezpośredniej (inne instytucje: referendum, inicjatywa ludowa, zgromadzenie ludowe)
Polega na wyrażeniu przez członków zbiorowości opinii w przedstawionej sprawie. Tworzy się w ten sposób dwustronna relacja, powstająca z inicjatywy administracji. W odróżnieniu od referendum wyniki konsultacji nie są wiążące dla organów władzy publicznej.

## Konsultacje obowiązkowe
W najnowszej literaturze prawniczej wskazuje się na szereg ustawowych obowiązków konsultacyjnych.
Obligatoryjne konsultacje z mieszkańcami gminy przeprowadza się:
1. w procedurach: tworzenia, łączenia, dzielenia, znoszenia gmin i ustalania ich granic; nadawania gminie lub miejscowości statusu miasta i ustalania jego granic; ustalania i zmiany nazwy gmin oraz siedziby ich władz,
2. w procedurach: tworzenia, łączenia, dzielenia i znoszenia powiatów i ustalania ich granic; ustalania i zmiany nazw powiatów oraz siedziby ich władz,
3. przed podjęciem uchwały w sprawie utworzenia jednostki pomocniczej gminy z inicjatywy innego podmiotu niż mieszkańcy,
4. przed podjęciem uchwały w sprawie utworzenia, połączenia, podziału lub zniesienia jednostki pomocniczej w mieście stołecznym Warszawie z inicjatywy innego podmiotu niż mieszkańcy,
5. przed uchwaleniem statutu jednostki pomocniczej gminy,
6. przed wystąpieniem z wnioskiem o ustalenie dodatkowej nazwy miejscowości zamieszkanej w języku mniejszości narodowej lub etnicznej,
7. w procedurze ustalania, zmieniania lub znoszenia nazw urzędowych miejscowości i ich części oraz obiektów fizjograficznych.

Obligatoryjne konsultacje z mieszkańcami powiatu przeprowadza się:
1. w procedurze tworzenia, łączenia, dzielenia, znoszenia powiatów i ustalania ich granic,
2. w procedurze ustalania i zmieniania nazw powiatów, a także siedziby ich władz.

## Konsultacje fakultatywne
- utworzenie młodzieżowej rady gminy
- sprawy ważne dla gminy, powiatu, województwa